# مساوق (فلسفه)

Concomitance

مساوق (به انگلیسی: Concomitance) آنچه شامل اتحاد در مفهوم و مساوات در صدق باشد مساوقت نامیده می‌شود.

## تساوق وجود با تشخص
وجود با تشخص مساوق است. گاهی چیزی با چیزی مساوی است و گاهی مساوق است.

### تساوق و تساوی
تساوق از تساوی بالاتر است. دو مفهوم وقتی مساوی‌اند که آن دو مفهوم دارای مصادیق یکسان باشند ولی حیثیت صدقشان با یکدیگر متفاوت باشد.
مثل دو مفهوم انسان و[ناطق که مصادیقشان یکی است به گونه‌ای که هر انسانی ناطق است و هر ناطقی انسان است.
ولی حیثیت صدقشان متفاوت است زیرا حیثیت انسانیت امری مرکب از حیوان و ناطق است و حیثیت ناطقیت امری مرکب از دو جزء نیست.
دو مفهوم وقتی مساوق‌اند که علاوه برآن که هردو بر یک چیز صدق می‌کنند حیثیت صدقشان نیز یکی است.